# Großnilhecht
Der Großnilhecht (Gymnarchus niloticus) ist ein großer afrikanischer Süßwasserfisch aus der Ordnung der Knochenzünglerartigen (Osteoglossiformes). 

## Verbreitung
Gymnarchus niloticus kommt in Afrika zwischen dem 5. und dem 18. nördlichen Breitengrad im Nil, Niger, Volta, Tschadsee, Senegal, Gambiabecken und im Rudolfsee vor. Die Art ist nicht durch den Menschen bedroht (keine dokumentierte Überfischung), obgleich Gymnarchiden in einigen Regionen als Speisefische gehandelt werden. 

## Merkmale

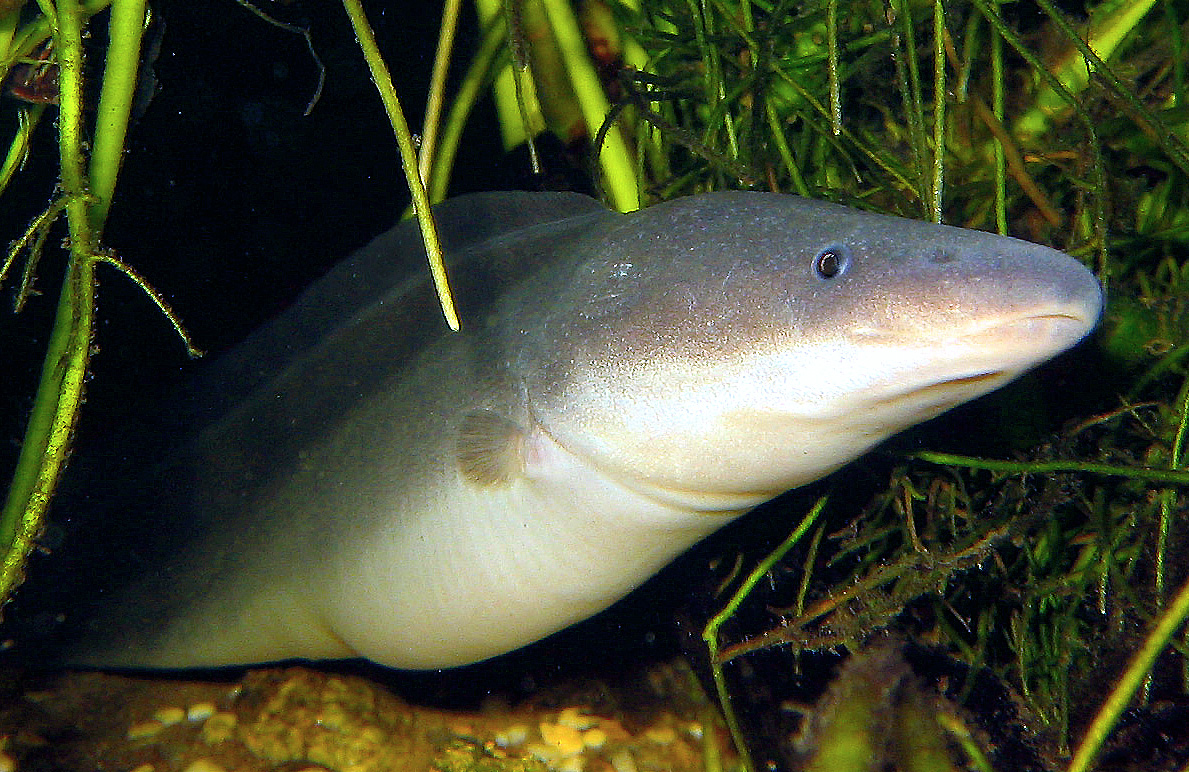
Großnilhecht

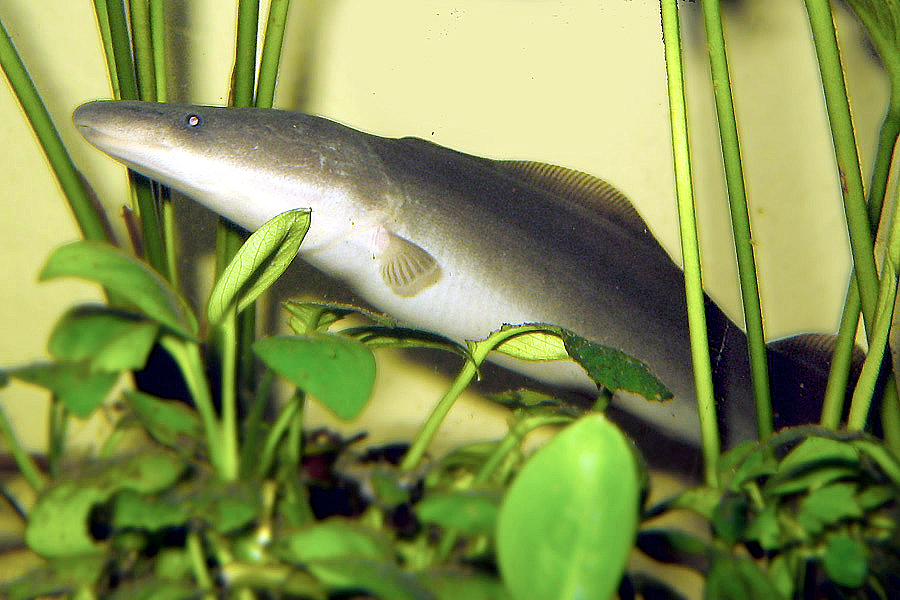
Großnilhecht

Der Großnilhecht ähnelt einem umgedrehten Messerfisch und hat einen spindelförmigen Körper mit schwärzlichgrauer Oberseite und hellem Bauch. Durchschnittlich erreichen die Fische eine Länge von 90 Zentimeter, maximal sind 1,67 Meter Länge und ein Gewicht von 18,5 kg dokumentiert. Die lange, von 183 bis 230 Flossenstrahlen gestützte Rückenflosse erstreckt sich vom Kopfende über einen großen Teil des Körpers und endet auf dem spitz zulaufenden Schwanzflossenstiel. Durch amiiforme, wellenförmige Bewegungen dieses Flossensaums können sich die Fische bei steif gehaltenem Körper sehr geschickt sowohl vorwärts als auch rückwärts fortbewegen. Beim Rückwärtsschwimmen dient die Schwanzspitze als Tastorgan. Eine Schwanzflosse fehlt, ebenso die Afterflosse und die Bauchflossen. Die Brustflossen sind relativ klein. Zunge und Parasphenoid sind zahnlos. Vier Branchiostegalstrahlen sind vorhanden. Die Schuppen sind klein, der Kopf ist schuppenlos.

## Aktive Elektroortung und -kommunikation
Großnilhechte haben die Fähigkeit zur Elektrokommunikation und Elektrischen Orientierung. Das elektrische Organ besteht aus vier Säulen von Elektrocythen, befindet sich im hinteren Körperdrittel und erstreckt sich bis in die Schwanzspitze. Damit werden ununterbrochen elektrische Impulse erzeugt, die, bei einer Temperatur von 21 bis 31 °C, eine Frequenz von 50 bis 60 Hertz haben. Bei großen Exemplaren wurde eine Spannung von 3 V gemessen. Großnilhechte besitzen auch Elektrorezeptoren, um elektrische Spannungen wahrzunehmen.

## Lebensweise
Großnilhechte leben in den Wasserpflanzendickichten der Uferregionen und in Sümpfen und ernähren sich von Krebstieren, Insekten, vor allem aber von Fischen. Bei Hochwasser verlassen sie das Flussbett und wandern in die Überschwemmungsgebiete. Zur Fortpflanzung bauen sie elliptische Schwimmnester aus Pflanzenmaterial, in denen das Weibchen etwa 1000 bernsteinfarbene Eier von einem Zentimeter Durchmesser legt. Die schlüpfenden Larven haben einen großen Dottersack und äußere Fadenkiemen.

## Systematik
Der Großnilhecht bildet innerhalb der Osteoglossiformes eine monotypische Familie, die Gymnarchidae. Zusammen mit den Nilhechten (Mormyridae) bildet er die Überfamilie Mormyroidea, unterscheidet sich von den Nilhechten aber durch sein nicht vergrößertes Kleinhirn.